# رامسدلیت
رامسدلیت  (به انگلیسی: Ramsdellite) با فرمول شیمیایی MnO2 از مجموعه کانی هاست و از نام کانی‌شناس آمریکایی L.S.Ramsdoll مشتق شده‌است. با HCl و HNO۳ واکنش نمی‌دهد. Mn:۶۳٫۱۹٪  O:۳۶٫۸۱٪  برای اولین بار در چک اسلواکی کشف شد و از نظر شکل بلور: تابولار، رنگ: خاکستری فولادی تا سیاه، شفافیت: کدر(اپاک)، جلا: فلزی، سیستم تبلور: ارترومبیک و در رده‌بندی اکسید است  و منشأ تشکیل آن درون کانی‌های Mn با پیدایش‌های مختلف است.
همایند کانی‌شناسی (پارانژ) آن - پسیلوملان- پیرولوسیت است.
، از نظر ژیزمان بلورهای کوچک - اگرگات دانه ریز و درخشان تقریباْ کمیاب است و بیشتر در چک اسلواکی، ترکیه، آمریکا، هند یافت می‌شود.